# Cyrtisiopsis singularis
Cyrtisiopsis singularis är en tvåvingeart som beskrevs av Seguy 1930. Cyrtisiopsis singularis ingår i släktet Cyrtisiopsis och familjen svävflugor. Inga underarter finns listade i Catalogue of Life.